# Río Dulce (Guatemala)
El río Dulce se encuentra en el departamento de Izabal, Guatemala, entre el lago de Izabal y la bahía de Amatique de alrededor de 43 km de largo. Desde 1955 ha sido protegido mediante el establecimiento del parque nacional Río Dulce, que protege unos 130 km² junto a las orillas del río y El Golfete.

### Breve descripción
Desde 1955, es una de las primeras áreas protegidas de Guatemala. Cuenta con una superficie de 7200 ha, donde se encuentran ecosistemas acuáticos y manglares estuarinos. Es hábitat del manatí, mamífero en peligro de extinción, así como cocodrilos de la especie acutus.
El cañón en la desembocadura del río sobre la bahía de Amatique, ofrece una belleza escénica singular por su vegetación y por ser refugio para muchas aves marinas; para recorrer los 16 km que distan entre el golfete y el mar, las aguas del río se introducen por una enorme grieta que separa las montañas donde altas paredes de rocas calizas con exuberante vegetación, de 120−150 m de altura ocultan casi por completo la luz del sol; en este único y sólido lugar el río presenta una profundidad de 30−50 m, y un ancho de 200 m.   
Al biotopo coco  Machacas, más conocido como biotopo de la ballena , únicamente puede accederse por vía acuática, ya sea desde la aldea Río Dulce, municipio de Livingston o desde Puerto Barrios. La aldea Río Dulce y el puerto de Livingston cuentan con lanchas que hacen los recorridos a través del río y del cañón. Ambas localidades cuentan con servicios de hotelería y alimentación de todas las categorías, además de marinas. La visita al parque puede combinarse con la del Biotopo Protegido Chocón Machacas, y el castillo de San Felipe de Lara, con el cual compone una unidad.
Sobre éste, está ubicado el puente más largo de Guatemala y el segundo más largo de Centroamérica, el cual fue construido por el gobierno de Guatemala bajo la administración de 2 presidentes Kjell Eugenio Laugerud García y Fernando Romeo Lucas García entre los años 1977 y 1980, el cual tiene una altura de 45 metros y posee una longitud de 830 m y se encuentra a la entrada de la localidad de Río Dulce.

## En el cine

### Las nuevas aventuras de Tarzán(1935)
En 1935, se filmó en Guatemala la película independiente estadounidense Las nuevas aventuras de Tarzán, parte de la cual se rodó en Río Dulce, aprovechando las facilidades otorgadas por los ferrocarriles y naviera de la empresa estadounidense United Fruit Company y por el gobierno del general Jorge Ubico Castañeda. De hecho, por esos años el ferrocarril guatemalteco estaba en su apogeo, y ofrecía tours hacia Izabal, donde los pasajeros de primera clase disfrutaban de almuerzos en las estaciones de Zacapa, Puerto Barrios y Quiriguá, y luego hacían recorridos por Río Dulce hasta Livingston en vapores de la frutera, para finalizar con una visita a la ciudad maya de Quiriguá, que en esos años se encontraba dentro de las plantaciones bananeras de la United Fruit Company.
A continuación se muestran algunas fotografías de una excursión organizada por la Academia de Geografía e Historia de Guatemala y patrocinada por la IRCA en 1927, que muestra las comodidades que existían para los visitantes de esas regiones:
Los lugares en donde se filmó fueron:
- Chichicastenango: escenas de la aldea indígena en donde los exploradores se reúnen antes de salir hacia Río Dulce. Se aprecia la iglesia y el puente de Gucumatz.[9]
- Antigua Guatemala: templo de la Diosa Verde en las ruinas de la iglesia de San Francisco.
- Livingston: partida hacia la jungla en Petén
- Río Dulce: navegación hacia la jungla y la escena en que Tarzán escapa de varios cocodrilos
- Puerto Barrios: arribo de los exploradores y partida hacia Europa
- Selva petenera: escenas de jungla
- Quiriguá: ciudad en ruinas en donde explican a los exploradores los orígenes de la cultura Maya.
- Ciudad de Guatemala: el entonces lujoso hotel Palace fue el escenario de las escenas del hotel del imaginario poblado de At Mantique[9]